# 日本へそ公園駅
日本へそ公園駅（にほんへそこうえんえき）は、兵庫県西脇市上比延町にある、西日本旅客鉄道（JR西日本）加古川線の駅である。
日本へそ公園の最寄り駅である。2003年に、第4回近畿の駅百選の選定駅になった。

## 歴史
- 1985年（昭和60年）
  - 5月4日：起工式が挙行される[3]。
  - 7月15日：国鉄加古川線の比延駅 - 黒田庄駅間に、臨時駅として開業[1][3]。旅客のみを取り扱う駅員無配置[4]。
- 1987年（昭和62年）
  - 4月1日：国鉄分割民営化により、西日本旅客鉄道（JR西日本）の臨時駅となる[1]。
  - 12月23日：通年営業の駅となる[1][2][3]。
- 1990年（平成2年）6月1日：加古川鉄道部発足により、その管轄となる。
- 2003年（平成15年）：第4回近畿の駅百選の選定駅となる。
- 2009年（平成21年）7月1日：加古川鉄道部廃止に伴い神戸支社直轄へ変更され、加古川駅の被管理駅となる[5]。

## 駅構造
谷川方面に向かって右側に単式ホーム1面1線を有する地上駅（停留所）。ホーム長74m、幅2.5mで3両編成の列車が停車できる。加古川駅管理の無人駅で、駅舎と呼べるような構造物はない。しかし屋根の部分は、隣接する岡之山美術館のデザインの一部としてみることができる。自動券売機や乗車駅証明書発行機も設置されていない。
便所は、駅外北側の道路沿いにある。

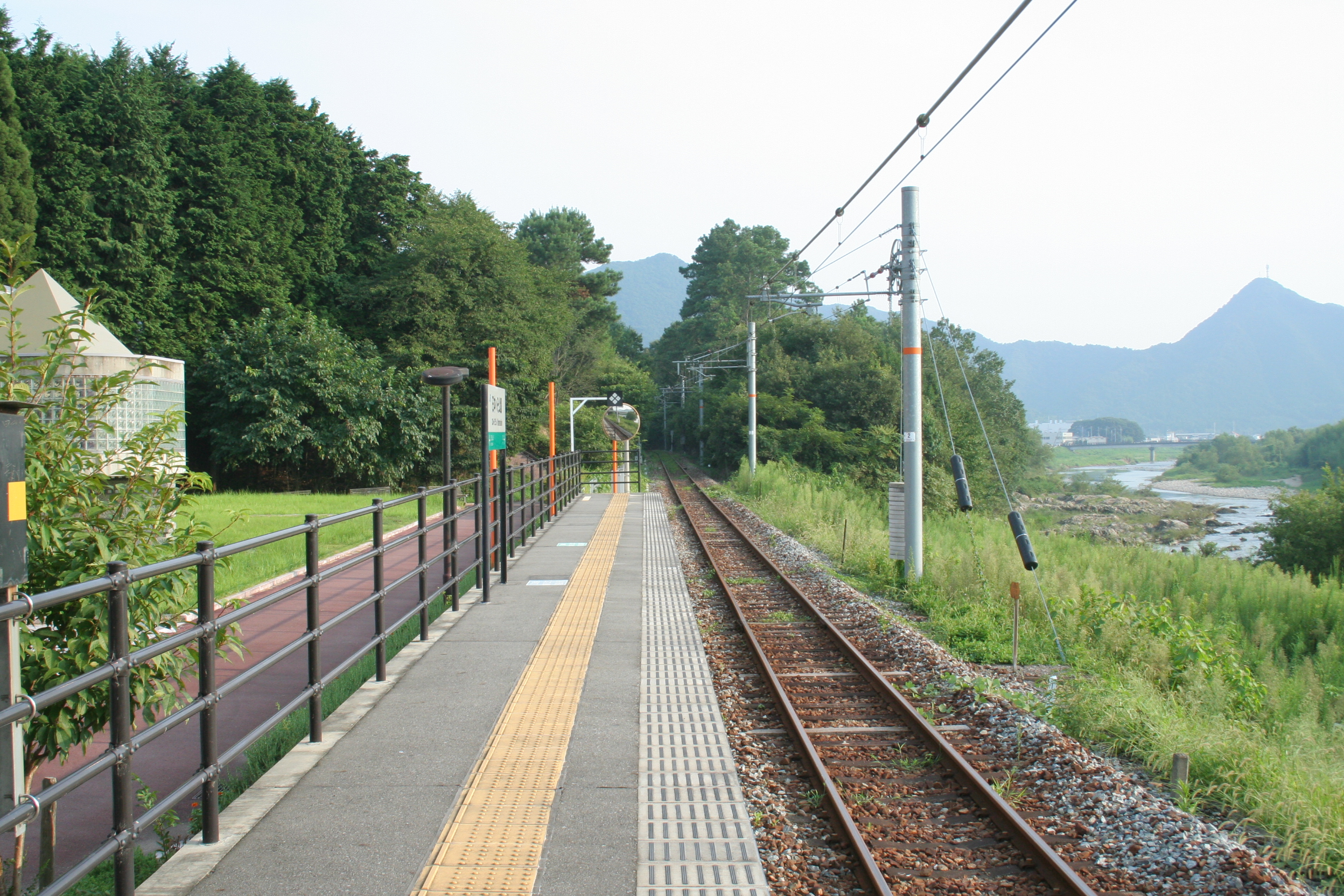
ホーム（2010年8月）

## 利用状況
「兵庫県統計書」によると、2023年（令和5年）度の1日平均乗車人員は10人である。
近年の1日平均乗車人員は以下の通りである。
| 年度   | 1日平均 乗車人員 |
| ------ | ---------------- |
| 2000年 | 32               |
| 2001年 | 21               |
| 2002年 | 14               |
| 2003年 | 11               |
| 2004年 | 13               |
| 2005年 | 20               |
| 2006年 | 16               |
| 2007年 | 16               |
| 2008年 | 11               |
| 2009年 | 14               |
| 2010年 | 9                |
| 2011年 | 9                |
| 2012年 | 15               |
| 2013年 | 15               |
| 2014年 | 12               |
| 2015年 | 9                |
| 2016年 | 10               |
| 2017年 | 10               |
| 2018年 | 10               |
| 2019年 | 8                |
| 2020年 | 5                |
| 2021年 | 4                |
| 2022年 | 5                |
| 2023年 | 10               |

## 駅周辺
加古川沿いにある駅の1つで、駅前には美術館や都市公園（総合公園）があり、駅北側の河川敷には「日本のへそ（大正のへそ）」という経緯度交点の標柱がある。対岸を国道175号が通るが、道の駅北はりまエコミュージアムや西脇公園はそこから西へ少し離れた所にある。
- 日本のへそ（大正のへそ） - 経緯度交点の標柱[9]
- にしわき経緯度地球科学館 - 駅名となった「日本へそ公園」はこの周辺[2]。
- 岡之山美術館[2]
- 西林寺 - 別名アジサイ寺。播磨西国三十三箇所第20番札所
- 西脇市立青年の家
- 岡ノ山古墳
- 国道175号
- 兵庫県道36号西脇篠山線
- 兵庫県道294号黒田庄多井田線
- 加古川

## バス路線
上比延芦谷
- 西脇市コミュニティバス
  - つくしバス船町線：船町公民館 / 西脇市役所

日本へそ公園東
- 西脇市コミュニティバス
  - おりひめバス畑谷線：札場 / 西脇市駅 / 西脇市役所

## 隣の駅
西日本旅客鉄道（JR西日本）
 加古川線
比延駅 - 日本へそ公園駅 - 黒田庄駅